# 횡성 조씨
횡성 조씨(橫城趙氏)는 강원특별자치도 횡성군을 본관으로 하는 한국의 성씨이다.

## 역사
평장사(平章事)를 지낸 조첨(趙瞻)의 아들 조익(趙翌)은 965년(광종 9) 고려에서 처음 실시한 과거에 장원급제하고, 한림학사(翰林學士)에 이르렀다. 품행이 깨끗하고 덕이 높았으며 광종 때 문하시중(門下侍中)에 올랐고, 횡성군(橫城君)에 봉해졌다.

## 인물
- 조영인(趙永仁, 1133년 ~ 1202년) : 고려 의종 때 과거에 급제하여 전주서기(全州書記)가 되었다. 명종이 즉위하자 태자(太子)의 보도(輔導)를 맡았고, 1174년(명종 4)에 좌사원외랑(左司員外郎)으로 하정사(賀正使)가 되어 금나라에 다녀왔다. 1190년에 동지추밀원사(同知樞密院事)가 되었고, 이듬해 참지정사(參知政事)·정당문학(政堂文學)·한림학사승지가 되었다. 1194년에 수태위상주국(守太尉上柱國), 1196년에 권판이부사(權判吏部事)가 되었다. 1976년 판이부사(判吏部事)가 되었고, 이어 개부의동삼사 수태사 문하시랑평장사 감수국사(開府儀同三司守太師門下侍郎平章事監修國史)가 되었다. 1201년 문하시중으로 치사(致仕)하였다. 신종의 묘정에 배향되었다. 시호는 문경(文景)이다.[2]

## 항렬
- 횡성파

| 세(世) | 30세   | 31세   | 32세   | 33세   | 34세   | 35세   | 36세   | 37세   | 38세   | 39세   |
| ------ | ------ | ------ | ------ | ------ | ------ | ------ | ------ | ------ | ------ | ------ |
| 위치   | 끝     | 가운데 | 끝     | 가운데 | 끝     | 가운데 | 끝     | 가운데 | 끝     | 가운데 |
| 항렬자 | 렬(烈) | 기(基) | 진(鎭) | 원(源) | 식(植) | 형(炯) | 균(均) | 종(鐘) | 철(澈) | 동(東) |

- 영남파

| 세(世) | 30세   | 31세   | 32세   | 33세   | 34세   | 35세   | 36세   | 37세   | 38세   | 39세   |
| ------ | ------ | ------ | ------ | ------ | ------ | ------ | ------ | ------ | ------ | ------ |
| 위치   | 가운데 | 끝     | 가운데 | 끝     | 가운데 | 끝     | 가운데 | 끝     | 가운데 | 끝     |
| 항렬자 | 영(永) | 식(植) | 병(炳) | 규(圭) | 진(鎭) | 순(淳) | 동(東) | 환(煥) | 재(在) | 석(錫) |

- 대동항렬

| 세(世) | 40세   | 41세   | 42세   | 43세   | 44세   | 45세   | 46세   | 47세   | 48세   | 49세   | 50세   |
| ------ | ------ | ------ | ------ | ------ | ------ | ------ | ------ | ------ | ------ | ------ | ------ |
| 위치   | 가운데 | 끝     | 가운데 | 끝     | 가운데 | 끝     | 가운데 | 끝     | 가운데 | 끝     | 가운데 |
| 항렬자 | 헌(憲) | 현(鉉) | 수(洙) | 계(桂) | 현(炫) | 곤(坤) | 옥(鈺) | 준(浚) | 근(根) | 형(炯) | 균(均) |

## 인구
- 1985년 1,106가구 4,461명
- 2000년 1,648가구 5,337명
- 2015년 6,685명